# Chromis chrysura
Chromis chrysura är en fiskart som först beskrevs av Bliss, 1883.  Chromis chrysura ingår i släktet Chromis och familjen Pomacentridae. Inga underarter finns listade i Catalogue of Life.